# Saunau Corona
La Saunau Corona è una struttura geologica della superficie di Venere.